# Dans le sillage du passé
Dans le sillage du passé (Die lange Welle hinterm Kiel) est un téléfilm allemand, réalisé par Nikolaus Leytner, diffusé en 2011.

## Fiche technique
- Titre allemand : Die lange Welle hinterm Kiel
- Réalisation : Nikolaus Leytner
- Scénario : Klaus Richter, d'après un roman de Pavel Kohout
- Photographie : Hermann Dunzendorfer
- Musique : Matthias Weber
- Durée : 90 min

## Distribution
- Mario Adorf : le professeur Martin Burian
- Veronica Ferres (VF : Barbara Delsol) : Sylva Burian
- Christiane Hörbiger : Margarete Kämmerer
- Christoph Letkowski : Sigi Klein
- Michele Oliveri : Carlo Zeppelini
- Carl Achleitner (VF : Jérémy Bardeau) : Franz Navratil
- Markus von Lingen : le capitaine Wiederbornen
- Wolfgang Rauth (VF : Geoffrey Loval) : Burian jeune
- Dorian Steidl (VF : Charles Borg) : le conférencier

Source et légende : Version française (VF) sur RS Doublage